# Підводні човни типу «Астют»
| тип «Астют»                | тип «Астют»                                                        | тип «Астют»                                                        |
| -------------------------- | ------------------------------------------------------------------ | ------------------------------------------------------------------ |
| Astute class               |                                                                    |                                                                    |
|                            |                                                                    |                                                                    |
|                            |                                                                    |                                                                    |
| Під прапором               | Велика Британія                                                    | Велика Британія                                                    |
| Проєкт                     |                                                                    |                                                                    |
| Тип ПЧ                     | МПЧАТРК                                                            | МПЧАТРК                                                            |
| Класифікація НАТО          | SSN Astute                                                         | SSN Astute                                                         |
| Основні характеристики     |                                                                    |                                                                    |
| Швидкість (підводна)       | 29 вузлів                                                          | 29 вузлів                                                          |
| Робоча глибина занурення   | 300 м                                                              | 300 м                                                              |
| Екіпаж                     | 98 чоловік, в тому числі 12 офіцерів                               | 98 чоловік, в тому числі 12 офіцерів                               |
| Розміри                    |                                                                    |                                                                    |
| Довжина найбільша (по КВЛ) | 97,0 м                                                             | 97,0 м                                                             |
| Ширина корпусу найб.       | 11,3 м                                                             | 11,3 м                                                             |
| Водотоннажність надводна   | 6 500 т                                                            | 6 500 т                                                            |
| Озброєння                  |                                                                    |                                                                    |
| Торпедно- мінне озброєння  | 6 носових 533-мм ТА, 48 торпед чи ракет, також міни замість торпед | 6 носових 533-мм ТА, 48 торпед чи ракет, також міни замість торпед |
| Ракетне озброєння          | КР «Томагавк», ПКР «Sub-Harpoon»                                   | КР «Томагавк», ПКР «Sub-Harpoon»                                   |
| Зображення на Вікісховищі  |                                                                    |                                                                    |

Підво́дні човни  типу «Астю́т» (англ. Astute class від Astute «Хитромудра») — тип британських атомних підводних човнів. На 2008 рік, є найсучаснішим типом підводних човнів Королівського ВМФ Великої Британії. «Астют» — найбільший та найпотужніший ударний підводний човен, будь-коли побудований для ВМС Великої Британії.
Призначені для виконання різних завдань в Світовому океані.
Спроєктовані в другій половині 1990-их років, стали подальшим розвитком підводних човнів типу «Трафальгар». Жоден з човнів серії ще не прийнятий на озброєння; перший підводний човен типу «Астют» закладений в 2001 році, за станом на початок 2008 року, чотири підводні човни типу знаходяться в процесі побудови, побудова ще трьох запланована, також вирішується питання про побудову ще одного човна цього типу. Після офіційного входження до складу Королівських ВМС до їх назви додасться абревіатура HMS (англ. Her Majesty's Ship — «Корабель Її Величності»).
АПЧ типу «Астют» мають досконаліші системами навігації і зв'язку, а також здатність маневрувати в досить дрібних прибережних водах, замінять в ВМС Великої Британії підводні човни типів «Swiftsure» і «Trafalgar», що стояли на озброєнні з 1970-80-х років. Нові підводні човни завдовжки 97 метрів будуть оснащені більшою, ніж у їх попередників, кількістю торпед «Риба-меч» і крилатих ракет «Томагавк». Екіпаж кожного АПЧ налічуватиме близько 100 чоловік.
На човнах типу не буде звичного перископа, замість нього встановлена спеціальна відеокамера, яка з'являється на поверхні води на лічені секунди і здійснює зйомку околиць на 360 градусів.
Підводні човни нового покоління будуть здатні зробити навколосвітнє плавання без спливання на поверхню, вони не потребують дозаправки, оскільки мають автономний атомний реактор.
Прес-реліз британського Міноборони наводить цікаві порівняння, які дозволяють отримати уявлення про розміри нового підводного човна, — він довший поставлених в ряд десяти лондонських автобусів-даблдекерів, а його водотоннажність дорівнює масі 65 синіх китів.

## Представники
| Назва       | Заводський номер | Дата закладення | Спуск на воду  | Ввід у стрій    |
| ----------- | ---------------- | --------------- | -------------- | --------------- |
| «Астют»     | S 119            | 31 січня 2001   | 8 червня 2007  | 27 серпня 2010  |
| «Ембуш»     | S 120            | 22 жовтня 2003  | 6 січня 2011   | 1 березня 2013  |
| «Артфул»    | S 121            | 11 березня 2005 | 17 травня 2014 | 18 березня 2016 |
| «Одейшес»   | S 122            | 24 березня 2009 | 28 квітня 2017 | 3 квітня 2020   |
| «Енсон»     | S 123            | 13 жовтня 2011  | 20 квітня 2021 | 31 серпня 2022  |
| «Агамемнон» | S 124            | 18 липня 2013   |                |                 |
| «Ежінкорт»  | S 125            | 14 травня 2018  |                |                 |